# 河合村 (岐阜県加茂郡)
河合村（かわいむら）は、かつて岐阜県加茂郡にあった村である。
現在の恵那市笠置町河合に該当する。

## 大字・字
- 大字:河合
- 字:中切、下河合、釜上、井の島、大平、江口、下栃、栃久保、道切、小井戸、道木

## 歴史
- 1871年（明治4年）河井村は舊藩簿冊引継の際に誤って加茂郡に編入された。
- 1889年（明治22年）7月1日 - 町村制により河合村が発足[2]。

町村制施行に際し姫栗村は河合村を恵那郡に復し毛呂窪村との3箇村合併を希望したが、河合村は姫栗村との間にかねてより共有山林が3箇所あって、その領有が、どちらの村に所属するのかについて民情が相和せず、河合村は合併の提案を謝絶した。その結果、共有山林の所属が未定となってしまったので、3箇村が合併し恵那郡笠置村とした。
- 1897年（明治30年）4月1日 - 恵那郡姫栗村、毛呂窪村と合併し、笠置村が発足。同日河合村は廃止。